# فتحية نكروما
فتحية نكروما (بالإنجليزية: Fathia Nkrumah) (1932 - 2007) زوجة كوامي نكروما أول رئيس لجمهورية غانا.
ولدت فتحية رزق ونشأت في حي «الزيتون» أحد أحياء مدينة القاهرة، لأسرة مسيحية مصرية. كانت الابنة الثالثة لموظف في الخدمة المدنية في مصر الذي توفي، في حين تولت الأم تربية أطفالها دون الزواج مجددا.

## حياتها المبكرة
بعد تلقي تعليمها الثانوي قامت بالتدريس في مدرستها Notre Dame des Apôtres، إلا أن التدريس لم يرق لها، فعملت في وظيفة بأحد البنوك. وهنا تقدم للزواج منها كوامي نكروما. حيث رفضت أمها الزواج خشية مغادرتها للبلاد مع نكروما إسوة بشقيقها الذي تزوج من إنجليزية وغادر مصر. ورغم أن فتحية قالت لأمها بأن نكروما هو مناضل ضد الاستعمار في بلاده وهو مثل الرئيس عبد الناصر، إلا أن الأم رفضت مباركة الزواج أو حضوره.
تزوج نكروما من فتحية في ذات المساء الذي وصلت به فتحية إلى غانا في ليلة رأس السنة (1957-1958).

## مغادرة غانا

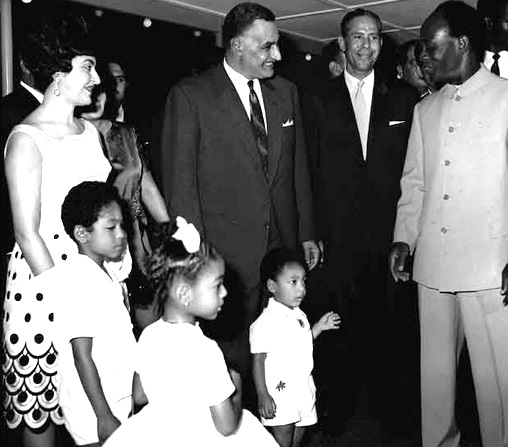
عائلة نكروما مع الرئيس المصري جمال عبد الناصر

فتحية نكروما كانت زوجة شابة وأم لثلاثة أطفال صغار هم جمال نكروما وسامية نكروما وسيكو نكروما، حين أطيح بواسطة أول انقلاب عسكري «ناجح» في غانا بزوجها كوامي نكروما. في 24 فبراير 1966. واضطرت لأن تصطحب أطفالها إلى القاهرة لتنشأتهم هناك في حين غادر زوجها إلى المنفى.

## الوفاة
توفيت فتحية في 31 مايو 2007 في مستشفى البدراوي في القاهرة نتيجة نزيف حاد أصابها بعد فترة من المرض.
أقيم لها قداس جماعي في الكاتدرائية المرقسية بالقاهرة وترأس القداس البابا شنودة الثالث بابا الأسكندرية. في يوم الجمعة 1 يونيو 2007. ودفنت إلى جوار قبر زوجها في غانا نزولا على إصرار الرئيس الغاني جون كوفور.